# 巴特朗根萨尔察
巴特朗根萨尔察（德語：Bad Langensalza，發音：[baːt laŋənˈzaltsa] ⓘ）是德国图林根州温斯特鲁特-海尼希县的城市，面积129.37平方千米，2023年12月31日人口为17,338人。